# Jambeiro
Jambeiro – miasto i gmina w Brazylii, w stanie São Paulo. Znajduje się w mezoregionie Vale do Paraíba Paulista  i mikroregionie Paraibuna e Paraitinga.